# تی وی دیاریو
تی وی دیاریو (به انگلیسی: TV Diário) (تلویزیون روزانه) یک ایستگاه تلویزیونی برزیلی مستقر در شهر فورتالزا، مرکز ایالت سئارا است. این ایستگاه به دلیل تولید برنامه‌های کاملاً محلی متمرکز بر آداب و رسوم منطقه شمال شرقی برزیل شناخته شده است.
تی وی دیاریو در ۱ ژوئیه (یا ۳۰ ژوئن، طبق منابع دیگر) ۱۹۹۸ افتتاح شد و از کانال ۲۲ در فورتالزا پخش شد.